# Niños-404

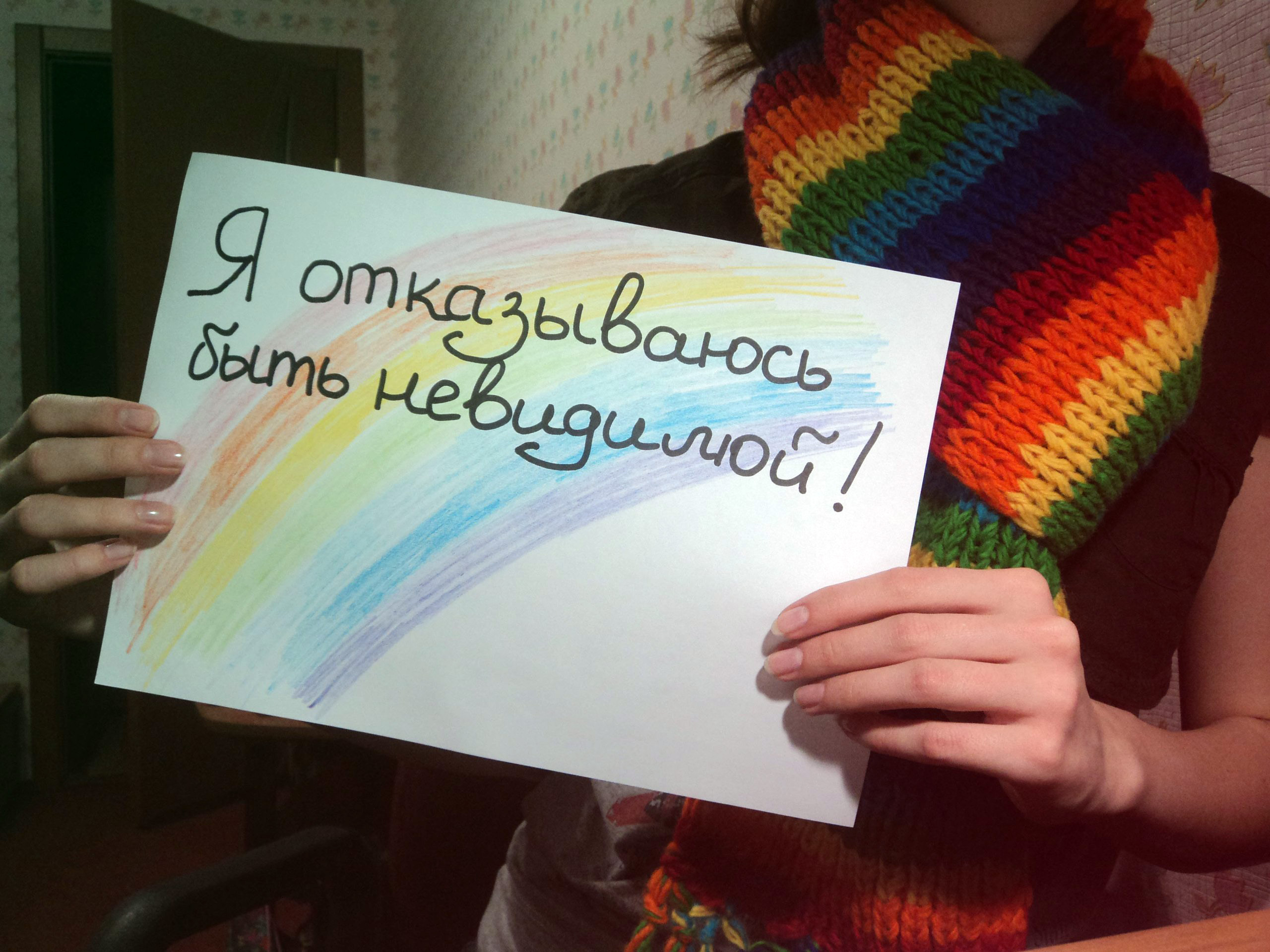
Una fotografía de una de los partícipes del proyecto Niños-404: «Me niego a ser invisible».

Niños-404 o Muchachos-404 ("Niños-404. Adolescentes LGBT. ¡Existimos!" — Ruso: "Дети-404. ЛГБТ-подростки. Мы есть!") es un proyecto público ruso de Internet destinado a apoyar a adolescentes homosexuales, bisexuales y transgénero. Fue iniciado por la periodista rusa de la agencia Rosbalt Yelena Klimova, quien escribió en marzo de 2013 una serie de artículos sobre niños y jóvenes LGBT.
El 31 de enero de 2014, en Nizhny Tagil, fue iniciado un proceso contra Yelena Klimova por una infracción administrativa contra la ley que prohíbe «promocionar» relaciones sexuales no convencionales a los menores de edad.

## Las metas del proyecto
En las páginas del proyecto «Dieti-404» en Facebook y Vkontakte se publican cartas de adolescentes LGBT, en las cuales cuentan los problemas que afrontan por la homofobia de su entorno —de los conocidos, de los parientes, de los compañeros de clase, de los profesores, etc. Además, se publican cartas de adultos con palabras de apoyo para los adolescentes LGBT rusos.
El número «404» en el título del proyecto hace referencia al mensaje que aparece cuando se introduce una URL incorrecta en la barra de dirección: «Error 404 — la página no existe». Los creadores del proyecto quieren atraer la atención al hecho de que en la sociedad rusa pocos individuos se dan cuenta de la existencia de niños homosexuales y transgénero, y de los problemas que ocurren en sus vidas, causadas por la intolerancia a las personas LGBT. La descripción del proyecto dice:

Nuestra sociedad asume que no existen los adolescentes homosexuales, como si los gais, las lesbianas, los bisexuales y los transgénero viniesen de Marte siendo adultos. Mientras tanto, en cada vigésima familia rusa se encuentra un niño LGBT, estos son los ninos-404, invisibles a la sociedad.

## La crónica del proyecto

### El origen del proyecto
Después de que la joven periodista de Yekaterinburg, Yelena Klimova, publicara una serie de artículos criticando la ley contra la «propaganda de la homosexualidad», recibió un correo electrónico de una joven de 15 años, en el que le relataba que sus compañeros de clase y sus padres la maltrataban psicológicamente por su homosexualidad. La joven decía que estaba al borde de suicidarse, pero que el artículo de Klimova le hizo cambiar de opinión y no suicidarse. Después de este correo, Klimova empezó a investigar la vida de los adolescentes LGBT en Rusia, creando una encuesta en línea. Durante las siguientes dos semanas recibió más de cien mensajes por correo electrónico, por lo que decidió crear un proyecto de Internet para apoyar a los jóvenes LGBT.
El proyecto consiste en dos partes. Es un grupo «cerrado» en la red social Vkontakte, creado para proporcionar ayuda psicológica a los adolescentes LGBT, en el cual poder compartir sus problemas y recibir ayuda de los miembros adultos, y un proyecto abierto de fotografía en Facebook y Vkontakte, en el cual se publican cartas de adolescentes, que ellos mandan por correo electrónico al e-mail del proyecto.
Discutiendo el proyecto "Niños-404", el periódico El Mundo escribió en el artículo «El riesgo de ser homosexual en Rusia»:

Las fotografías muestran rostros jóvenes que sostienen ante los ojos un cartel donde se lee «Niños 404». «¡Existimos!», dicen muchas cartas, en una especie de grito contra la difundida intolerancia.
El Mundo, El riesgo de ser homosexual en Rusia

### El apoyo al proyecto
La aparición del proyecto Niños-404 ha atraído la atención de la comunidad internacional. En verano y principios de otoño de 2013, en varias ciudades del mundo — Nueva York, Oslo, Londres— se organizaron manifestaciones en apoyo de los adolescentes LGBT rusos y del proyecto Niños-404. Algunos de los principales periódicos del mundo, como el Washington Post y el New York Times de los Estados Unidos, el The Guardian de Gran Bretaña y El Mundo de España, han escrito sobre el estado de los jóvenes LGBT rusos.
El 5 de julio de 2013 el proyecto recibió el apoyo de la familia de Marcel Neergaard, un niño homosexual estadounidense de once años del estado de Tennessee, que se ha vuelto famoso en los Estados Unidos por su lucha exitosa contra la homofobia.  Marcel y sus padres mandaron una carta al proyecto «Niños-404» en apoyo a todos los adolescentes LGBT rusos.
El 16 de julio de 2013, seis diputados del Sejm polaco —Anna Grodzka, Andjey Rozeniek, Robert Bedron, Tomash Makovsky, Machiey Banashak y Mijal Kabachinskiy, del Movimiento Palikot— organizaron una manifestación en apoyo de los jóvenes LGBT rusos. Se hicieron fotografías con carteles que decían «Niños-404, ¡existen! ¡Estamos con vosotros!».

Los diputados del Sejm polaco durante una manifestación en apoyo al proyecto Niños-404
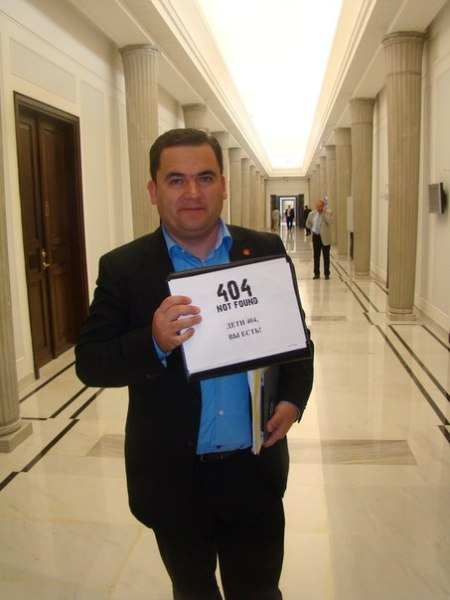
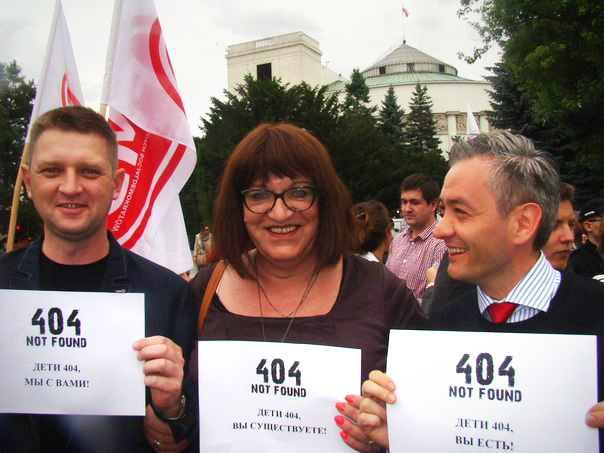
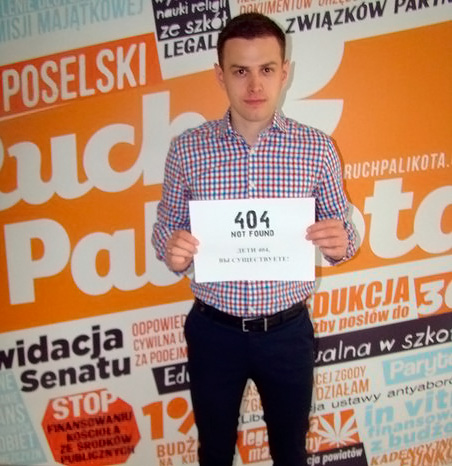
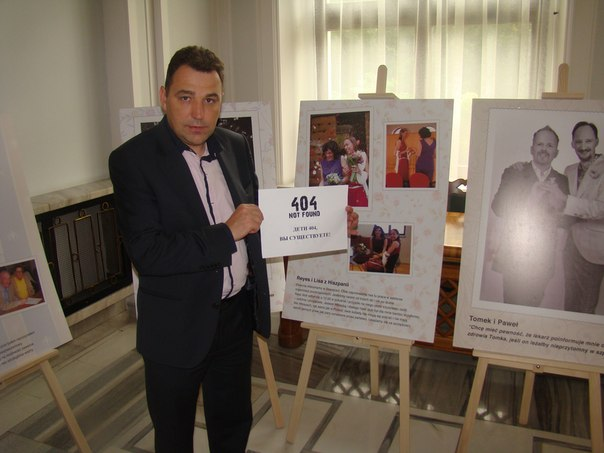

El 5 de diciembre de 2013, con la participación del proyecto «Niños-404», el proyecto estadounidense «It gets better» inició en su página web una campaña en apoyo de los jóvenes LGBT rusos llamada «¡Son hermosos!».

### Los cargos por «propaganda de la homosexualidad»
El 31 de enero de 2014, en Nizhny Tagil, fue iniciado un proceso contra Yelena Klimova por una infracción administrativa de la parte 2.ª del artículo 6.21 del Código de Faltas de Rusia (la ley sobre la prohibición de «promocionar» relaciones sexuales no convencionales a los menores de edad). El grupo en la red social Vkontakte, en el cual se publican las cartas de adolescentes LGBT de varias regiones de Rusia, fue apercibido por generar «propaganda». Debido a que se han usado medios de comunicación (Internet) para ello, Klimova podría tener que pagar una multa de 50 a 100 mil rublos. La periodista ya fue interrogada a mediados de enero de 2014 en San Petersburgo debido a una queja de Vitaly Milonov, el creador de la ley contra la «propaganda» homosexual en esa ciudad; interrogatorio del que no se escribió un protocolo. El juicio contra Klimova se realizó en febrero de 2014 y fue declarada inocente. Lena Klimova fue condenada en un segundo juicio por «propaganda homosexual» a una multa de 50000 rublos ($780, €700).
Posteriormente, en 2015, un tribunal de Barnaúl, ordenó el cierre de la página en la red social VKontakte por «propaganda homosexual». Al día siguiente, Elena Klimova, decidió abrir el sitio de nuevo, que 24 horas después ya tenía 75.000 miembros.
Un año después, en octubre de 2016, la página fue cerrada, tras la condena de un tribunal de Barnaúl en Siberia por «propaganda homosexual». La sentencia fue publicada en marzo, pero Klimova sólo fue informada en octubre sobre la condena.

## Opiniones sobre el proyecto Niños-404
- El periodista Valeriy Panyushkin considera que el proyecto Niños-404 es «un centro anticrisis para los jóvenes que debía crear el gobierno en lugar de aceptar una ley contra los homosexuales».[28] Impresionado por las cartas de los adolescentes LGBT, Valeriy Panyushkin concluyó que la ley que prohíbe la «propaganda» mata a los adolescentes gais:

Si les digo la verdad, no pensé en esos niños. No me di cuenta, de que la nueva ley les va a matar a ellos. Pensó la periodista de la agencia Rosbalt, Yelena Klimova. Realizó una encuesta, recogió unos pocos cientos de cartas, y son una lectura impresionante [...]

Señores diputados, senadores, Señor presidente ¡todos aquellos que tienen algo que ver con la aprobación de la ley sobre la «propaganda de la homosexualidad» están matando a los niños! De aquí en adelante, todos los niños que serán golpeados detrás un garaje y todas las niñas que, tomándose de las manos, saltarán por una ventana, son culpa suya.
Valeriy Panyushkin: «Los diputados matan»

- Yelena Mizulina, diputada de la Duma y autora de la ley que prohíbe la «propaganda de relaciones no convencionales», dijo en una entrevista con Gazeta.ru, que el proyecto Niños-404 no es «propaganda»:

- Usted sabe algo sobre el proyecto «Niños-404»?»

- No, no sé nada.

- Es un sitio en el cual se publican unas cartas de niños homosexuales, que discuten su vida. Le pedimos a usted, por favor, mire este sitio antes de que se apruebe la ley [contra la «propaganda de la homosexualidad»].

- Este tipo de proyecto no es propaganda de relaciones no convencionales.

- ¿Qué deben hacer esos niños cuando se den cuenta de que no son como todos los demás? ¿Dónde deben encontrar información sobre que el hecho este es normal?

- La información explicando, describiendo, no convocando nadie a hacer nada, sin provocar, sin exhibir relaciones sexuales no convencionales, no es propaganda, y puede estar a disposición de los adolescentes de acuerdo con la ley.
Yelena Mizulina: «Lo que le irrita a la gente no son los gais, sino la propaganda». 

- Vitaly Milonov, creador de la ley de San Petersburgo sobre la prohibición de la «propaganda de la homosexualidad», en una entrevista con el canal Alemán-Francés ARTE en octubre de 2013, llamó los partícipes del proyecto «una banda semicriminal»:

Para quienquiera que seduzca a estos pequeñitos, sería mejor si alguien le colgara una piedra al cuello y lo lanzara al mar. «Niños-404» es una banda semicriminal. No debe existir este tipo de proyectos en Rusia.
Vitaliy Milonov, en una entrevista con el canal ARTE 

- Maria Sabunayeva, doctorada en psicología, profesora asistente de la cátedra de la asistencia psicológica de la Universidad Pedagógica Estatal Rusa de A. I. Herzen, dijo en una entrevista con Rosbalt, que «hoy en día, para los niños en Rusia, no existe ninguna fuente normal sobre la orientación sexual», y que el cierre del proyecto Niños-404 privaría a los adolescentes homosexuales de ayuda y de apoyo:

- En su opinión, ¿cual será el resultado del cierre del grupo «Niños-404»?

- Será lo que teníamos hace muchos años: la soledad de los adolescentes y niños LGBT será también la ausencia de la posibilidad de hablar de sí mismos, de recibir apoyo y de ser aceptados. No entiendo por qué algún diputado tuvo la idea de cerrar el grupo. ¿Está en contra de que los niños reciban apoyo y sean aceptados? Si hubiese hecho un esfuerzo y hubiese mirado el grupo no habría visto ninguna «propaganda» ni siquiera discusiones sobre sexo, puede ser que se hubiera dado cuenta de que el odio homofóbico mata a estos niños que todavía son jóvenes, sensibles y no tienen capacidad para resistir el abuso.
Rosbalt